# الرابطة البرلمانية 1946–47
الرابطة البرلمانية 1946–47 (بالإنجليزية: 1946–47 Isthmian League)‏ هو موسم من دوري إسثميان. فاز فيه Leytonstone F.C. ‏.